# Michael López-Alegría
Michael López-Alegria (Madri, 30 de maio de 1958) é um ex astronauta da NASA  veterano de quatro missões espaciais. Atualmente ele é um astronauta da Axiom Space.

## Biografia
López-Alegría nasceu na capital espanhola e cresceu em Mission Viejo, na Califórnia. Alistou-se na Marinha dos Estados Unidos e conseguiu seu primeiro título de engenheiro em 1980, especializando-se em engenharia aeronáutica na Escola de Pós-Graduação Naval dos Estados Unidos. É fluente em inglês, castelhano, francês e russo, tendo sido selecionado como astronauta pela NASA em 1992.
Sua primeira missão espacial com a NASA foi na STS-73 em 1995. Alguns anos mais tarde liderou as operações de tripulação da NASA na Estação Espacial Internacional (ISS) antes de voltar a bordo da STS-92 em 2000 e da STS-113 em 2002. Também já participou de cinco caminhadas espaciais que totalizaram quase 34 horas.
Em 19 de setembro de 2006 aportou na ISS como comandante da Expedição 14, tendo decolado de Baikonur, no Cazaquistão, no dia anterior, a bordo da Soyuz TMA-9.
Retirou-se da NASA em 12 de março de 2012. Em 2017 tornou-se diretor de desenvolvimento de negócios da Axiom Space, empresa privada americana do ramo aeroespacial.